# Manel Barceló i Serrano
Manel Barceló i Serrano (Barcelona, 19 de gener de 1953) és un actor català de teatre, cinema i televisió, guionista i dramaturg,
El 28 d'agost del 1971 sobrevisqué, junt amb tres familiars seus, a l'incendi del vaixell Heleanna en aigües de la mar Adriàtica.
El 1978 s'inicià en el teatre professional i fundà, juntament amb Pep Bou, la companyia de teatre infantil Pa de ral. El 1979 s'incorporà a Els Joglars per a l'espectacle L'Odissea. El 1983 estrenà La tigressa i altres històries, de Dario Fo i Franca Rame, monòleg que, representat al llarg de gairebé vint anys, suposà la seva consolidació com a intèrpret solista, que Shylock, de Gareth Armstrong (2000), pel qual rebé l'any 2001 el Premi Ciutat de Barcelona d'arts escèniques, va acabar de consagrar. Ha participat en altres muntatges, com ara Fiestaristófanes, amb direcció de Stavros Doufexis (1985), Carícies, de Sergi Belbel (1992), La guàrdia blanca, de Mikhaïl Bulgàkov (1993), o El gos del tinent, de Josep Maria Benet i Jornet (1998). És també autor d'espectacles com ara Quatre i repicó (1981) o Cabaret per a la guerra de Bòsnia (1995), ambdós premiats amb l' Aplaudiment Sebastià Gasch.
Ha treballat en cinema a La quinta del porro, de Francesc Bellmunt (1980) o Vicky Cristina Barcelona (2008), i en sèries de televisió com ara Sitges (1996-1997), Laberint d'Ombres (1998-2000), El cor de la ciutat (2005-2009), Laberint de passions (2006-2008), Gran Nord (2012-2013), Merlí (2016-2018) i Com si fos ahir (2017-), totes produïdes per Televisió de Catalunya. El 2022 va protagonitzar Sis nits d'agost on interpreta a Lluís Maria Xirinacs.
Com a guionista va cocrear el personatge de Mamen amb la dibuixant argentina Mariel Soria el 1983 per a la revista El Jueves.